# Hofgericht Greifswald

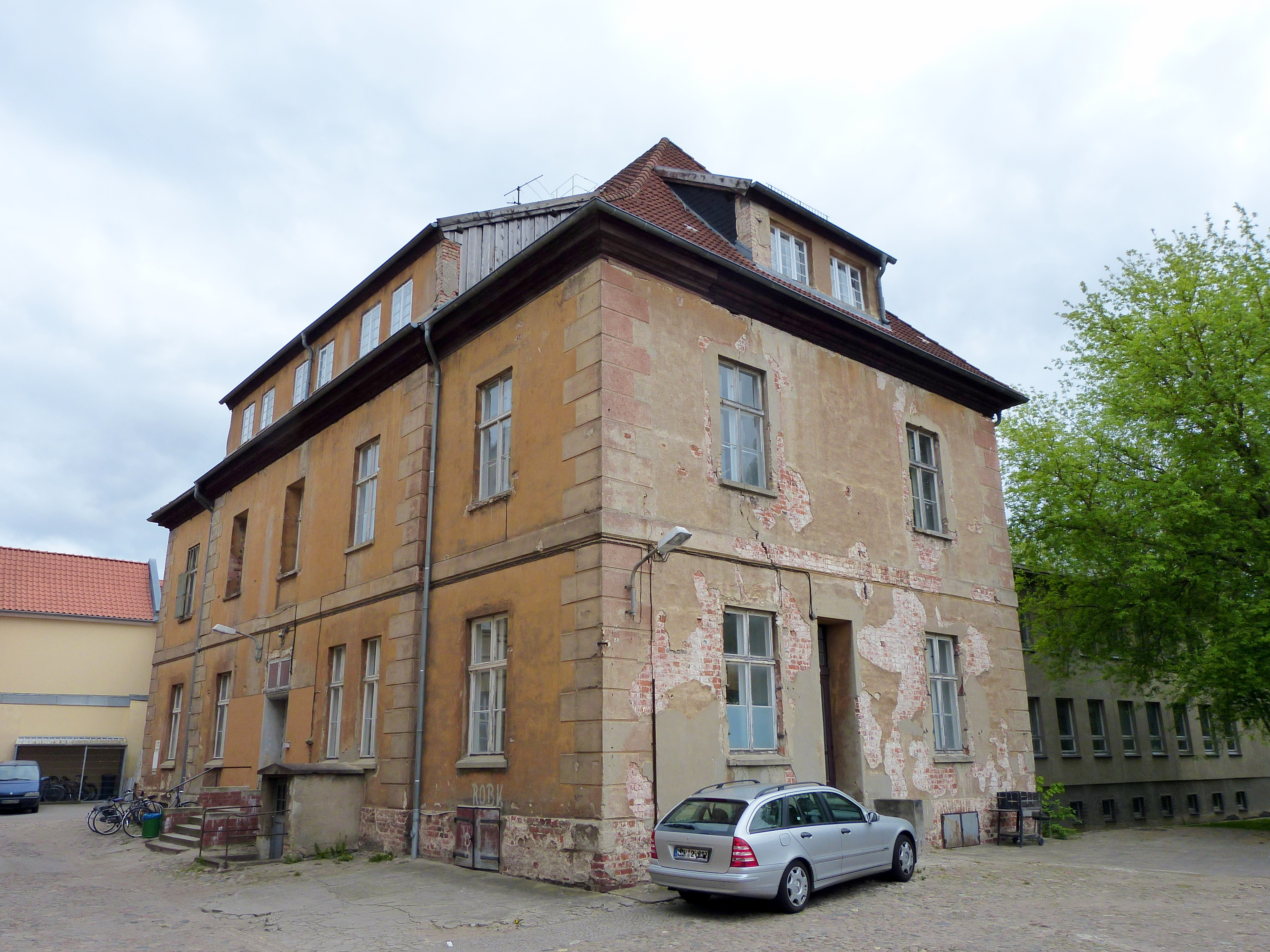
Ehemaliges Hofgerichtsgebäude Domstraße 20a (2012)

Das Hofgericht Greifswald war das höchste landesherrliche Gericht in Schwedisch-Pommern. Es wurde in der Mitte des 16. Jahrhunderts von den pommerschen Herzögen in Wolgast gegründet und im 17. Jahrhundert von den Schweden nach Greifswald verlegt. Nach dem Übergang Schwedisch-Pommerns an Preußen bestand es bis zur Gerichtsreform 1849 weiter.

## Herzogtum Pommern-Wolgast
Ab der Mitte des 16. Jahrhunderts wurden in den Teilherzogtümern Pommerns Hofgerichte gebildet. Im Schloss Wolgast befand sich das oberste Landgericht für das Herzogtum Pommern-Wolgast. Es war erste Instanz für Adlige hohen Standes und Schlossgesessene, für Korporationen wie Städte oder Innungen und für fürstliche Beamte. Eine Ausnahme bildete der Adel im früheren Fürstentum Rügen, für den das Landvogteigericht in Bergen auf Rügen erste Instanz war. Für die Entscheidungen der Stadt-, Patrimonial- und Domänengerichte fungierte es als Zweitinstanz. Appellationsinstanz für das Hofgericht war das Reichskammergericht.
Die Organisation wurde in den Hofgerichtsordnungen von 1566/1569 und 1572 festgelegt. Drei Assessoren und ein Gerichtsverwalter, der Direktor, erledigten die Tagesgeschäfte. Später kamen noch zwei Referendare oder außerordentliche Assessoren dazu. Dem Hofgericht stand formell der Herzog vor, der sich bei Abwesenheit durch einen Hofgerichtspräsidenten vertreten ließ. Diese Funktion übernahm häufig der Kanzler der herzoglichen Regierung, meist führte aber der Hofgerichtsdirektor gleichzeitig den Vorsitz des Gerichts.
Das Hofgericht in Wolgast bestand bis in die Zeit des Dreißigjährigen Krieges. Nach dem Aussterben der Greifenherzöge mit Bogislaw XIV. beschloss die Vertretung der pommerschen Stände, die nach der Regimentsverfassung von 1634 das Land regierte, 1638 die Auflösung der Hofgerichte wie auch aller anderen zentralen Ämter.

## Greifswalder Hofgericht in Schwedisch-Pommern
Die Schweden, die Pommern während des Dreißigjährigen Krieges besetzten, zogen 1638 die Zivilverwaltung an sich und setzten einen Generalgouverneur ein. Gegen den Widerstand der Stände wurde 1641 die Wiedereinrichtung der Zentralverwaltung bekannt gegeben. Nach Intervention des schwedischen Kanzlers Johan Oxenstierna begannen die Ratsassistenten Alexander Erskein und Johan Hallenus mit der Einrichtung eines Hofgerichtes im Propsthof in Greifswald nach den Vorschriften der Hofgerichtsordnung und der Regimentsverfassung von 1634. Appellationen an das Reichskammergericht wurden 1643 von den Schweden verboten, diese wurden vom Staatsrat bearbeitet, bis 1653 das Wismarer Tribunal als Appellationsinstanz für die schwedischen Reichsterritorien eingerichtet wurde. Die Stadt Stralsund, die bereits in der Herzogszeit Appellationen an das Hofgericht untersagte, konnte ihr Privileg erhalten.
Erster Hofgerichtspräsident wurde Alexander Erskein. Arnold von Bohlen wurde zum Direktor bestimmt. Die Zahl der Assessoren und Referendare änderte sich während des Bestehens des Gerichtes. Der Zuständigkeitsbereich, der zunächst dem Gebiet des früheren Herzogtums Pommern-Wolgast entsprach, wurde nach dem Grenzrezess von 1653 auf die Territorien erweitert, für die bisher das Hofgericht in Stettin zuständig war. In der Regimentsform von 1663 wurden die bisher durchgesetzten Veränderungen in der Organisation des Hofgerichtes bestätigt. Zugleich wurde der Auftrag zur Erneuerung der Hofgerichtsordnung erteilt. Eine unter Leitung von David Mevius vorbereitete Ordnung wurde 1672 durch den schwedischen König bestätigt und war zum Teil bis in die Mitte des 19. Jahrhunderts Grundlage der Gerichtstätigkeit.
Im Jahre 1665 war die Verlegung des Gerichts nach Wolgast erfolgt. Während des Schwedisch-brandenburgischen Krieges befand es sich in der Stralsunder Festung. 1680 erfolgte die Rückverlegung nach Greifswald, wo das Gericht bis zum Ende seines  Bestehens offiziell seinen Sitz hatte. Von 1709 bis 1710 wurde auf dem ehemaligen Propsthof ein neues Gerichtsgebäude errichtet.
Ab 1678 wurde die Stelle des Präsidenten, der Vertreter der Krone vor Gericht war, für fast einhundert Jahre nicht mehr besitzt, seine Aufgaben wurden vom Hofgerichtsdirektor übernommen. Nach der Hofgerichtsordnung von 1672 gehörten fünf Assessoren und zwei Referendare dem Gericht an. Zwischen 1720 und 1732 hatten die Stände Schwedisch-Pommerns ein Vorschlagsrecht für freigewordene Stellen. Es durften nur deutsche Untertanen des schwedischen Königs angestellt werden. Ein mindestens einjähriges Studium an der Universität Greifswald galt als Voraussetzung für die Kenntnis der Rechtsverhältnisse in Schwedisch-Pommern. Im 18. Jahrhundert schwankte die tatsächliche Zahl der Richter zwischen zwei und vier Assessoren und bis zu drei Referendaren.
Nach der Einführung einer neuen Verfassung unter König Gustav IV. Adolf wurden die Kompetenzen des Hofgerichtes zwischen 1806 und 1811 erweitert. Es übernahm die Gerichtsbarkeit des aufgelösten Rügener Landvogteigerichts und des Gräflich Putbusser Lehnsgerichts. Für die vier neu eingerichteten Amtsgerichte wurde es Appellationsinstanz.

## Regierungsbezirk Stralsund (Preußen)
Nach dem Übergang Schwedisch-Pommerns an Preußen und der Einrichtung des Regierungsbezirks Stralsund bemühte sich die preußische Regierung um die vollständige Integration des neuen Landesteils in das preußische Rechtssystem. Dem setzten die neuvorpommerschen Stände entschiedenen Widerstand entgegen. So konnten preußische Vorschriften nur stufenweise in Form einzelner Verordnungen am Hofgericht eingeführt werden.
Mit der preußischen Gerichtsreform wurde das Hofgericht zum 1. April 1849 liquidiert. Drei Kreisgerichte als erste und das Appellationsgericht Greifswald als zweite Instanz übernahmen seinen Platz bei Einführung eines modernen Gerichtswesens.